# Fructus (Verein)
Fructus ist eine schweizerische Nichtregierungsorganisation, die 1985 in Zürich als Gesamtschweizerische Vereinigung zur Förderung einer Genbank alter Obstsorten und Hochstamm-Obstgärten gegründet wurde.
Der Verein zählt über 1000 Mitglieder. Ziele sind der Erhalt der genetischen Vielfalt einheimischer Obstsorten, die Förderung des traditionellen Hochstamm-Obstbaus und der vielseitigen Obstverwertung sowie die Sensibilisierung der Öffentlichkeit für diese Themen. Fructus ist Mitglied der Schweizerischen Kommission für die Erhaltung von Kulturpflanzen (SKEK).

## Obstsorten-Erhaltungsprojekte
Der Verein ist verantwortlich für die Koordination und Durchführung verschiedener Projekte im Rahmen des Nationalen Aktionsplans (NAP) der Schweiz zur Erhaltung und langfristigen Nutzung der pflanzengenetischen Ressourcen. Die Gesamschweizerische Inventarisierung der Obst- und Beerensorten war das bislang grösste NAP-Projekt (NAP 02-23) von Fructus und wurde 2004 abgeschlossen. Über 2000 alte, wenig oder noch nicht bekannte, gefährdete Obst- und Beerensorten konnten für die Erhaltung in Sortensammlungen vermehrt und für die Zukunft abgesichert werden. Diese Sorten werden nun nach standardisierten Methoden beschrieben.
In den Nachfolgeprojekten Agronomische und pomologische Beschreibung von Obst-Genressourcen (NAP 02-22; 2004-2006) und Beschreibung von Obstgenressourcen (NAP P21; 2007-2018) werden diese Obstsorten pomologisch und molekularbiologisch beschrieben und ihr Potenzial für den Anbau, die Züchtung und die Verarbeitung aufgezeigt.
Weitere vom Verein durchgeführte NAP-Projekte sind NAP 03-22: Baumnüsse in der Schweiz sichern – sammeln – nutzen und das Buch Früchte und Beeren der Schweiz (NAP 03-23).
Fructus betreut an verschiedenen Standorten Obstsorten-Genbanken: Die Sammlung des Obstlehrpfads Höri, die Primärsammlung Kirschen  in Feldbach ZH sowie in Zusammenarbeit mit der Agroscope in Wädenswil, die Einführungs- und Duplikatsammlung Kirschen  auf dem Steinobstzentrum Breitenhof in Wintersingen und die Einführungs- und Duplikatsammlung Zwetschgen/Pflaumen in Wädenswil. Diese Sammlungen werden finanziell unterstützt vom Bundesamt für Landwirtschaft.
Neben den NAP-Projekten unterhält Fructus verschiedene Projekte und Aktivitäten zur Erhaltung alter Obstsorten. Unter anderem wurde 2013 dank finanzieller Unterstützung von Migros und IP-Suisse eine Broschüre mit Sortenempfehlungen für den Feldobstbau publiziert.
Seit 2008 wird von Fructus für die Schweiz eine Obstsorte des Jahres ernannt.

## Obstlehrpfad Höri
Der Obstlehrpfad Höri liegt auf einer 8 km langen Wanderroute zwischen Höri und Steinmaur im Kanton Zürich. Er wurde von Fructus angelegt und am 1. Mai 2003 eröffnet. Informationstafeln erläutern die Themen Geschichte des Apfels und des Süssmosts, die Sorten des Hochstamm-Obstgartens Höri, Hoch- und Niederstammobstbau im Kanton Zürich, Nützlinge und Schädlinge an Obstbäumen, Beispiele eines Erwerbsobstbaubetriebs und einer Mosterei, die Eiche und ihre Produkte, Wildhecken und die Problematik des Hochstammobstbaus. Der Obstgarten Höri ist gleichzeitig eine Genbank und umfasst mehr als 350 Bäume mit rund 230 verschiedenen Sorten. Der Obstgarten wird durch Fructus betreut. In Steinmaur wurde 2008 auf dem Lehrpfad auch ein Informationspavillon mit alten Mostereigeräten und Informationstafeln dazu eröffnet.

## Veranstaltungen
Der Verein organisiert und co-organisiert verschiedene regionale und nationale Veranstaltungen. Zu den regionalen Veranstaltungen gehören regelmässig durchgeführte Sortenbestimmungs-Kurse, Obstgartentage und Fachexkursionen. Die nationalen Obstausstellungen ziehen jeweils tausende Besucher an. Bisher organisierte Fructus fünf solcher Ausstellungen: 1986 in Olten, 1992 in Winterthur, 1998 in Burgdorf, 2005 unter dem Titel "FRUCTUS 05", zum 20-jährigen Vereinsjubiläum in Frauenfeld und 2011 in Zug. Die Ausstellungen in Winterthur und Burgdorf wurden zusammen mit Pro Specie Rara, diejenige in Zug zusammen mit dem Schweizerischen Obstverband (SOV) organisiert. 1‘740 Obstsorten haben der SOV und Fructus anlässlich der Sonderausstellung "1‘000 Obstsorten" in Zug ausgestellt. Nun dürfen sich die beiden Organisationen mit dem Titel der "Grössten je gezeigten Obstsortenausstellung" rühmen. Dieser wurde ihnen vom Guinness-Buch der Rekorde verliehen. Im Weiteren ist Fructus auch in internationalen Ausstellungen wie z. B. der EUROPOM und an Pomologentreffen präsent.

## Veröffentlichungen
- Das Fructus-Bulletin ist das Mitgliedermagazin des Vereins. Es enthält Informationen zu pomologischen Themen, alten Obstsorten, Obstbau und -verwertung sowie Veranstaltungen und erscheint vierteljährlich in Deutsch und Französisch in einer Auflage von Total 1300 Exemplaren. Seit 2006 werden im Bulletin Birnensorten beschrieben, die teilweise noch in keiner bekannten Pomologie veröffentlicht wurden.
- David Szalatnay, Markus Kellerhals, Martin Frei und Urs Müller: Früchte, Beeren, Nüsse: Auf über 1000 Seiten stellt dieses Buch rund 800 Früchte, Beeren und Nüsse mit Bildern und informativen Texten vor. Es ist ein einzigartiges Referenzwerk für alle, denen es auch in Zukunft wichtig ist, dass die Sortenvielfalt möglichst erhalten bleibt. 2011, Haupt Verlag, ISBN 978-3-258-07194-7
- Simon Egger und Urs Müller (Hrsg.): Caspar Tobias Zollikofer (1774–1843) – Pomologische Studien des frühen 19. Jahrhunderts; Aufgezeichnet in den Jahren 1831–1834. Fructus Verlag, Wädenswil 2005, ISBN 3-9523047-0-0
- Das Buch Rosenapfel und Goldparmäne. 365 Apfelsorten – Botanik, Geschichte und Verwendung, 2005 im AT Verlag erschienen, entstand in Zusammenarbeit mit der Pro Specie Rara. Es wurde an der Frankfurter Buchmesse 2005 im Rahmen des Literarischen Wettbewerbs der Gastronomischen Akademie Deutschlands mit einer Goldmedaille ausgezeichnet.
- FRUCTUS-Sortenliste Feldobstbau: Robuste Apfelsorten